# 甲州石和中継局
甲州石和中継局（こうしゅういさわちゅうけいきょく）は、山梨県甲州市にあるテレビ中継局。

## 概要
- 甲州石和中継局は、旧石和町の石和温泉地域をカバーしている。
- 当中継局は、甲州市大和町鶴瀬字長柿（長柿山）に置かれている。
- デジタル放送は、置局せず甲府本局でカバーでできる。

## 中継局

### デジタル放送
置局なし 甲府本局を受信する。

### アナログ放送
| 放送局名          | チャンネル | 空中線電力        | ERP               | 放送対象地域 | 放送区域内世帯数 |
| NHK甲府教育テレビ | 53ch       | 映像3w /音声990mw | 映像17w /音声2.4w | 全国         | 約-世帯          |
| NHK甲府総合テレビ | 55ch       | 映像3w /音声990mw | 映像17w /音声2.4w | 山梨県       | 約-世帯          |
| YBS山梨放送       | 57ch       | 映像3w /音声990mw | 映像17w /音声2.4w | 山梨県       | 約-世帯          |
| UTYテレビ山梨     | 59ch       | 映像3w /音声990mw | 映像17w /音声2.4w | 山梨県       | 約-世帯          |

## 置局住所
- 甲州市大和町鶴瀬字長柿（長柿山）